# Sant Pau de Calce (església nova)

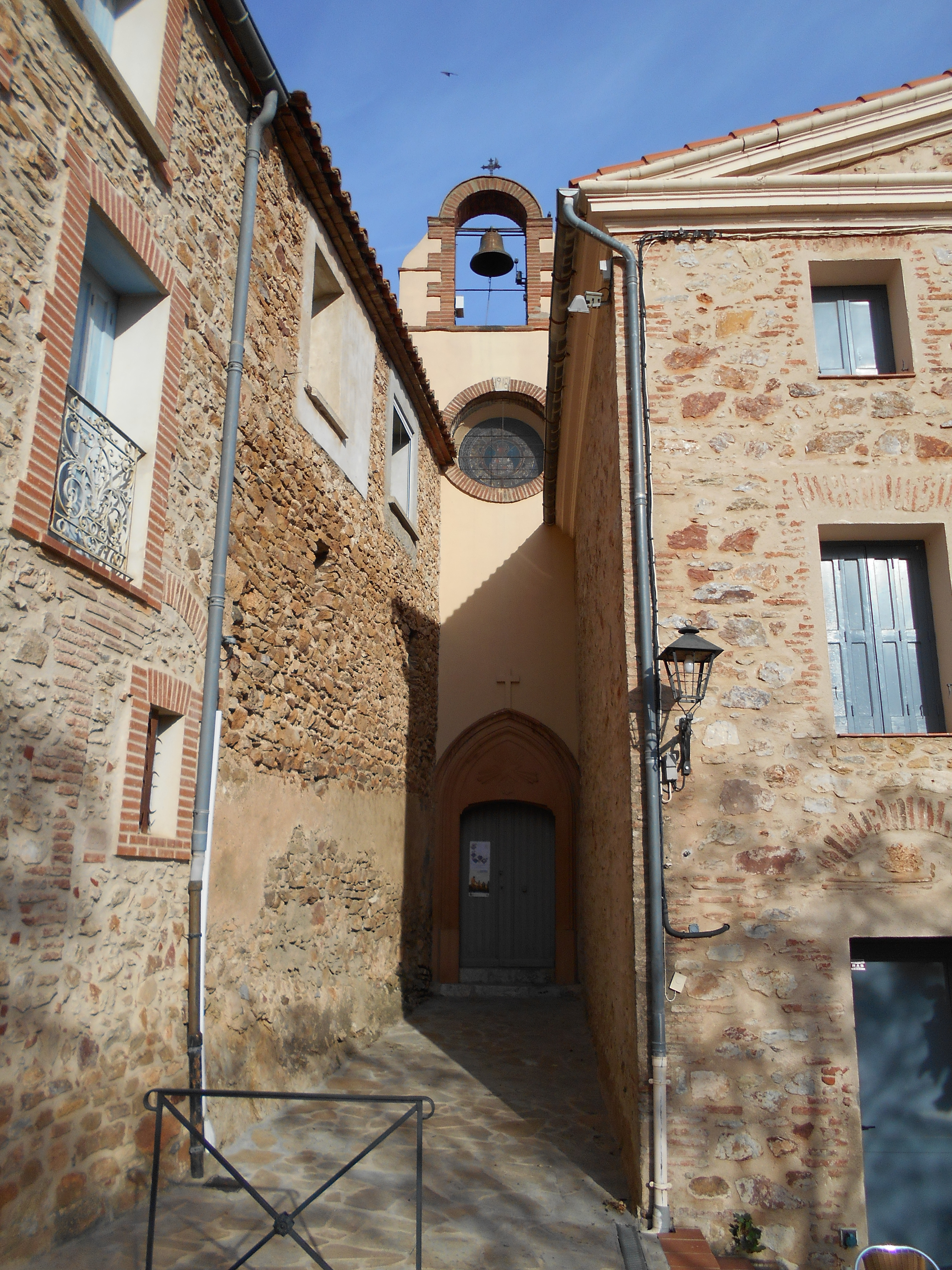
Façana de ponent de l'església nova de Sant Pau

Sant Pau de Calce és l'església parroquial actual del poble i terme comunal de Calce, a la comarca del Rosselló, de la Catalunya del Nord.
Està situada en el centre del poble, ran de la carretera i de la Plaça de la República. Tanca la cellera de Calce per l'extrem sud-est.
Documentada la parròquia des del 1151, el segle xv substituí l'edifici antic, també dedicat a Sant Pau, i la primitiva fou abandonada.
Es tracta d'una església més gran que la primitiva, també de nau única. S'hi conserva un retaule procedent del convent de mínims de Perpinyà, obra del lleonès Bartolomé González, de començaments del segle xvii.